# Telmatobufo australis
Telmatobufo australis es una especie de anfibio anuro en la familia Calyptocephalellidae.
Es endémico de Chile.
Sus hábitats naturales son los bosques templados y los ríos.
Está amenazada por la pérdida de su hábitat.